# Urban Football
UrbanFootball est un des principaux acteurs du foot à 5 en France. 
Créée en 2005 par deux anciens étudiants d'HEC s'inspirant du succès de cette pratique du football à l'étranger, la marque compte désormais neuf centres dont six en Île-de-France. Basée dans son premier centre créé à Puteaux, la société prévoit 3 nouvelles ouvertures d'ici 2013,.

## Historique
- 2005 : Ouverture du premier centre UrbanFootball à Puteaux avec 4 terrains indoor et 4 terrains outdoor
- 2007 : Ouverture du centre de Meudon avec 9 terrains outdoor et 1 terrain indoor
- 2008 : Ouverture du centre d'Orsay avec 4 terrains indoor et 4 terrains outdoor
- 2008 : UrbanFootball reprend la société R Soccer avec 6 terrains indoor à Nantes
- 2009 : Ouverture du centre de Lille[5] avec 8 terrains indoor et 2 terrains outdoor
- 2010 : Ouverture du centre d'Asnières avec 7 terrains outdoor et 3 terrains indoor
- 2012 : Ouverture du centre de porte d'Aubervilliers[6] avec 10 terrains indoor, c'est le plus grand centre UrbanFootball[7] de France
- 2012 : Ouverture du centre d'Évry avec 8 terrains indoor
- 2012 : Ouverture du centre de Nice avec 12 terrains indoor et outdoor
- 2013 : Ouverture du premier centre UrbanFootball à l'international à Bruxelles en Belgique

## Concept
Ces centres sportifs d'un nouveau genre mettent à la disposition des footballeurs amateurs des infrastructures adaptées à la pratique du foot à 5. Les terrains font en moyenne 600 m2 et sont équipés de la dernière génération de gazon synthétique. Ils sont jouables par tous les temps et sont dotés de palissades qui gardent le ballon en jeu pour plus d'intensité.

## Services proposés
La société propose de nombreux services à ses joueurs comme la location d'un terrain à l'heure ou à l'année, mais aussi la possibilité de participer à de petits championnats sur un trimestre appelés UrbanLeague, ou encore à des trophées ponctuels (trophées suivant l'actualité, trophées de ses partenaires, trophées étudiants...). Ils organisent également des événements pour les entreprises (séminaires, BusinessCup...) ou encore des activités pour les enfants (école de foot, stages, anniversaires...). 
Enfin, tous les centres sont équipés d'un bar/restaurant où les joueurs peuvent se détendre après leur match ou encore regarder les grandes rencontres retransmises sur écran géant.

## Partenariats
Le PSG est également partenaire de l'école de foot avec la PSG Urban Academy destinée aux enfants.
D'autres entreprises se sont associées aux projets comme Powerade, Tropicana ou encore L'Oréal et PlayStation.